# Spalacopus cyanus
Коруро (Spalacopus cyanus) — вид гризунів родини дегові, єдиний представник роду Spalacopus.

## Поширення
Зустрічається на захід від Анд на території Чилі. Займає широкий спектр середовищ існування від альпійських лук в Андах до акацієвої савани на середніх висотах і до піщаних дюн та піщаної рослинності на узбережжі.

## Зовнішня морфологія
Коруро мають значну внутрішньовидову мінливість. Вид перебуває як у посушливих, прибережних чагарниках (спільно з дегу), так і на вологих гірських луках. З цим пов'язані яскраво виражені відмінності в масі тіла дорослих осіб чоловічої статі: від ≈ 80 г в посушливих районах до ≈ 180 г у вологіших районах.

## Поведінка
Рийний вид, що живе колоніями. До десяти дорослих, в тому числі кілька тварин обох статей, займають одну систему нір. Тварина годується повністю під землею: бульби і підземні стебла Leucoryne ixiodes (вид лілії), складають основну частину раціону. Цей вид кочовий, що є незвичайним способом життя як для гризунів. Коли колонія вичерпує запас коріння лілій в одному місці, вони переходять в сусідню незайняту область. Має незвичну вокалізацію як для гризунів, подаючи свій дзвінкий поклик із отвору нори. Він використовує його передні кінцівки й зуби, щоб розворушити ґрунт і його великі задні лапи, щоб кинути поклик із вуст нори.

## Відтворення
Шлюбний період триває з червня по березень в прибережних районах, тривалість як вважається, коротша в андської частини населення. Чи окрема самиця може мати більше одного приплоду на рік, залишається невідомим. Вагітність триває близько 77 днів. Молодняк народжується з шерстю, але очі не відкриваються до 1-8 днів після народження. Малюки не починають споживати тверду їжу до ≈ 18 днів після народження. У неволі, відлучення не відбувається поки молоді не виповниться 60 днів.